# Servicio de Salud del Principado de Asturias
El Servicio de Salud del Principado de Asturias (Sespa) es el organismo encargado de gestionar todo lo relativo a los servicios médicos en Asturias (España) desde que fueron transferidas las competencias en sanidad desde el Gobierno central al Principado en 2002. Depende de la Consejería de Salud.

## Organización territorial
Los servicios médicos gestionados por el Sespa se organizan en un modelo de atención primaria y atención especializada. En cada área sanitaria existe una red de centros de salud y consultorios organizada en torno a las zonas básicas de salud de cada área que dan cobertura a la atención primaria de salud.
Cada área sanitaria dispone además de un hospital de referencia para área:
- Área I: Hospital de Jarrio.
- Área II: Hospital Carmen y Severo Ochoa.
- Área III: Hospital Universitario San Agustín .
- Área IV: Hospital Universitario Central de Asturias, Hospital Monte Naranco.
- Área V: Hospital Universitario de Cabueñes.
- Área VI: Hospital del Oriente de Asturias Francisco Grande Covián.
- Área VII: Hospital Vital Álvarez Buylla.
- Área VIII: Hospital Valle del Nalón.

Existen otros centros privados de Atención Especializada integrados en el Sespa a través de conciertos:
- Sanatorio Adaro.
- Fundación Hospital de Jove.
- Hospital de la Cruz Roja de Gijón.
- Fundación Hospital de Avilés.

Depende del Sespa, además, el Servicio de Asistencia Médica Urgente (SAMU) de Asturias.

## Historia
El 1 de enero de 2002 Asturias asumió las competencias sanitarias, por lo que pasó a gestionar por completo 7 hospitales públicos, 6 concertados, 78 centros de salud y una plantilla cercana a los 13 000 trabajadores. En total una gestión que se calculaba en unos 939 millones de euros, casi el 40 % del presupuesto autonómico. Para el año 2025 la consejería de Sanidad acaparó el 36% del presupuesto del Gobierno de Asturias, unos 2.446 millones de euros.
En junio de ese mismo año, se produjo la primera huelga en el Sespa, que duraría tres semanas, cosa inusual en aquel momento ya que ninguna de las otras comunidades que habían recibido las mismas transferencias la había sufrido. Para poder financiar las peticiones salariales de los sanitarios el gobierno del Principado se vio forzado a crear el llamado «céntimo sanitario», un impuesto sobre los carburantes.

## Áreas sanitarias
Asturias está dividida en 8 áreas sanitarias, según se ve en el siguiente mapa
| Número | Cabecera          | Hospital                                   | Concejos |
| I      | Jarrio            | Hospital de Jarrio                         | Boal, Castropol, Coaña, El Franco, Grandas de Salime, Illano, Navia, Pesoz, San Martín de Oscos, San Tirso de Abres, Santa Eulalia de Oscos, Tapia de Casariego, Taramundi, Valdés, Vegadeo, Villanueva de Oscos y Villayón    |
| II     | Cangas del Narcea | Hospital Carmen y Severo Ochoa             | Allande, Cangas del Narcea, Degaña, Ibias y Tineo |
| III    | Avilés            | Hospital San Agustín                       | Avilés, Castrillón, Corvera de Asturias, Cudillero, Gozón, Illas, Muros de Nalón, Pravia y Soto del Barco |
| IV     | Oviedo            | Hospital Universitario Central de Asturias | Belmonte de Miranda, Bimenes, Cabranes, Candamo, Grado, Llanera, Nava, Noreña, Oviedo, Proaza, Quirós, Las Regueras, Ribera de Arriba, Salas, Santo Adriano, Sariego, Siero, Somiedo, Teverga, Yernes y Tameza, Morcín y Riosa |
| V      | Gijón             | Hospital Universitario de Cabueñes         | Carreño, Gijón y Villaviciosa |
| VI     | Arriondas         | Hospital del Oriente de Asturias           | Amieva, Cabrales, Cangas de Onís, Caravia, Colunga, Llanes, Onís, Parres, Peñamellera Alta, Peñamellera Baja, Piloña, Ponga, Ribadedeva y Ribadesella                                                                          |
| VII    | Mieres            | Hospital Álvarez Buylla                    | Aller, Lena y Mieres |
| VIII   | Langreo           | Hospital Valle del Nalón                   | Caso, Langreo, Laviana, San Martín del Rey Aurelio y Sobrescobio |